# Австрийско-молдавские отношения
Австрийско-молдавские отношения — международные отношения между Австрией и Молдавией. Государства установили дипломатические отношения 25 марта 1992 года. Австрия представлена в Молдове посольством в Бухаресте (Румыния) и через почетное консульство в Кишинёве. Молдова имеет посольство в Вене и почетное консульство в Инсбруке.

## Встречи чиновников высокого ранга
В 1996 году президент Молдовы Мирча Снегур посетил Австрию. В 1997 году следующий президент Молдовы Петр Лучинский принял участие в Экономическом саммите стран Центральной и Восточной Европы в Зальцбурге. В 1999 году Петр Лучинский встретился с государственным секретарем федерального министерства иностранных дел Австрии Бенитой Ферреро-Вальднер. Он сказал, что существуют яркие перспективы расширения двустороннего взаимовыгодного сотрудничества Молдовы и Австрии, а также призвал к более активным австрийским инвестициям в приватизированные молдавские предприятия и к созданию правовых основ расширения двустороннего взаимодействия.
В 2003 году президент Молдовы Владимир Воронин принимал участие в 10-й встрече глав государств Центральной Европы в Зальцбурге, Австрия давала лидерам стран континента возможность обменяться идеями находясь в равных условиях. В июле 2007 года государственный секретарь Австрии Ганс Виклер встретился с заместителем министра иностранных дел Молдовы и заявил, что молдавский путь к изменениям также и в австрийских интересах.
В январе 2008 года Владимир Воронин встретился с генеральным директором по внешним экономическим связям Федерального министерства экономики и труда Австрии Йоханом Захсом во время последнего визита в Молдову. Они обсудили недавнюю успешную встречу молдавско-австрийской межправительственной комиссии, а также возможности развития молдавско-австрийской торговли, сотрудничество в области возобновляемой энергетики, сельского хозяйства и туризма. Они отметили, что официальные данные показывают, что в первые девять месяцев 2007 года экспорт Молдовы в Австрию вырос на 50 %, а экспорт Австрии в Молдову на 80 %.

## Соглашения и политические заявления
Австрия и Молдова заключали различные договоры, покрывающие такие сферы, как двусторонние торговые отношения, транспорт, продвижение и защита инвестиций, а также избежание двойного налогообложения.
В июле 2000 года министр иностранных дел Австрии Бенита Ферреро-Вальднер выразила оптимизм относительно переговоров по определению правового статуса Приднестровья, основываясь на политической стабильности и территориальной целостности Молдовы. В апреле 2006 министр иностранных дел Австрии Урсула Плассник сказала, что Молдова является соседом и партнером сообщества, который разделяет ценности ЕС. Австрия приветствовала прогресс по укреплению макроэкономической ситуации, улучшению прав человека и уменьшению коррупции. Хотя министр признала стремление Молдовы вступить в ЕС, она отметила, что это займет время. В октябре 2008 при подписании австрийско-молдавского соглашения по сотрудничеству в развитии, министр иностранных дел Урсула Плассник сказала, что «Австрия является надежным другом и партнером Молдовы». Межправительственное соглашение имеет целью долговременные социальное, экологическое и экономическое развитие Молдовы, а также становления сотрудничества и развитых отношений с Австрией.

## Торговля и инвестиции
В 2005 году общий объем торговли с Австрией составил 33,56 млн долларов США при стабильном росте. К числу австрийских компаний, активных в Молдове, в частности относятся Австрийские Авиалинии, Raiffeisen Zentralbank, который посоветовал правительству Молдовы провести приватизацию Moldtelecom и компания GRAWE insurance — одна из крупнейших страховых компаний в Молдове.